# DFB-Pokal 1965/66
DFB-Pokal-Sieger 1966 wurde zum zweiten Mal der FC Bayern München. Das Finale fand am 4. Juni im Waldstadion in Frankfurt statt. Die Münchner Bayern waren in dieser Saison in die Bundesliga aufgestiegen und bezwangen in der Qualifikationsrunde des DFB-Pokals den Titelverteidiger Borussia Dortmund mit 2:0. Durch den Sieg nahmen sowohl die Bayern als auch Dortmund (als Titelverteidiger) am Europapokal der Pokalsieger teil, den die Bayern gewannen, während Dortmund gegen den späteren Finalisten Glasgow Rangers im Achtelfinale ausschied.

## Qualifikation
| Datum                 |                     | Ergebnis |                     |
| --------------------- | ------------------- | -------- | ------------------- |
| 02.01.1966, 13:45 Uhr | Borussia M’gladbach | 5:1      | SC Opel Rüsselsheim |
| 02.01.1966, 15:00 Uhr | FC Bayern München   | 2:0      | Borussia Dortmund   |

## 1. Hauptrunde
| Datum                 |                       | Ergebnis  |                         |
| --------------------- | --------------------- | --------- | ----------------------- |
| 22.01.1966, 14:00 Uhr | Borussia M’gladbach   | 0:1 n. V. | Borussia Neunkirchen    |
| 22.01.1966, 14:00 Uhr | Südwest Ludwigshafen  | 0:1       | 1. FC Kaiserslautern    |
| 22.01.1966, 14:00 Uhr | FC St. Pauli          | 4:2       | 1. FC Saarbrücken       |
| 22.01.1966, 15:00 Uhr | Werder Bremen         | 4:0       | TSV 1860 München        |
| 22.01.1966, 15:00 Uhr | FC Bayern München     | 1:0       | Eintracht Braunschweig  |
| 22.01.1966, 15:00 Uhr | 1. FC Köln            | 1:1 n. V. | SC Tasmania 1900 Berlin |
| 22.01.1966, 15:00 Uhr | Hannover 96           | 2:4       | Hamburger SV            |
| 22.01.1966, 15:00 Uhr | Meidericher SV        | 2:0       | VfB Stuttgart           |
| 22.01.1966, 15:00 Uhr | Eintracht Frankfurt   | 2:1       | SV Alsenborn            |
| 22.01.1966, 15:00 Uhr | FC Schalke 04         | 3:1 n. V. | Tennis Borussia Berlin  |
| 22.01.1966, 15:00 Uhr | Karlsruher SC         | 3:0       | Preußen Münster         |
| 22.01.1966, 15:00 Uhr | TSV Schwaben Augsburg | 0:1       | 1. FC Nürnberg          |
| 22.01.1966, 15:00 Uhr | Fortuna Düsseldorf    | 1:2       | Kickers Offenbach       |
| 22.01.1966, 15:00 Uhr | Holstein Kiel         | 3:1       | Arminia Bielefeld       |
| 02.02.1966, 14:45 Uhr | Freiburger FC         | 4:3       | Alemannia Aachen        |
| 02.02.1966, 14:45 Uhr | TuS Haste 01          | 1:2       | Concordia Hamburg       |

### Wiederholungsspiel
| Datum                 |                         | Ergebnis |            |
| --------------------- | ----------------------- | -------- | ---------- |
| 19.02.1966, 15:00 Uhr | SC Tasmania 1900 Berlin | 0:2      | 1. FC Köln |

## Achtelfinale
| Datum                 |                      | Ergebnis |                      |
| --------------------- | -------------------- | -------- | -------------------- |
| 18.02.1966, 20:00 Uhr | Hamburger SV         | 4:0      | Borussia Neunkirchen |
| 19.02.1966, 15:00 Uhr | Meidericher SV       | 6:0      | FC Schalke 04        |
| 19.02.1966, 15:00 Uhr | 1. FC Nürnberg       | 2:1      | Eintracht Frankfurt  |
| 19.02.1966, 15:00 Uhr | Freiburger FC        | 1:3      | Karlsruher SC        |
| 19.02.1966, 15:00 Uhr | 1. FC Kaiserslautern | 3:0      | Holstein Kiel        |
| 19.02.1966, 15:00 Uhr | Werder Bremen        | 2:0      | Concordia Hamburg    |
| 19.02.1966, 15:00 Uhr | FC St. Pauli         | 3:1      | Kickers Offenbach    |
| 09.03.1966, 20:00 Uhr | FC Bayern München    | 2:0      | 1. FC Köln           |

## Viertelfinale
| Datum                 |                      | Ergebnis |                   |
| --------------------- | -------------------- | -------- | ----------------- |
| 07.04.1966, 19:00 Uhr | Hamburger SV         | 1:2      | FC Bayern München |
| 07.04.1966, 19:30 Uhr | Meidericher SV       | 1:0      | Karlsruher SC     |
| 07.04.1966, 20:00 Uhr | 1. FC Kaiserslautern | 3:1      | Werder Bremen     |
| 08.04.1966, 16:00 Uhr | FC St. Pauli         | 0:1      | 1. FC Nürnberg    |

## Halbfinale
| Datum                 |                | Ergebnis  |                      |
| --------------------- | -------------- | --------- | -------------------- |
| 18.05.1966, 19:00 Uhr | 1. FC Nürnberg | 1:2 n. V. | FC Bayern München    |
| 18.05.1966, 20:00 Uhr | Meidericher SV | 4:3       | 1. FC Kaiserslautern |

## Finale
| Paarung           | Meidericher SV – FC Bayern München |
| Ergebnis          | 2:4 (1:1) |
| Datum             | 4. Juni 1966 um 16:00 Uhr |
| Stadion           | Waldstadion, Frankfurt am Main |
| Zuschauer         | 60.000 |
| Schiedsrichter    | Gerhard Schulenburg (Hamburg) |
| Tore              | 1:0 Mielke (28.) 1:1 Ohlhauser (31.) 1:2 Brenninger (56.) 2:2 Heidemann (72., Elfmeter) 2:3 Brenninger (77., Elfmeter) 2:4 Beckenbauer (82.)                                                                               |
| Meidericher SV    | Manfred Manglitz, Hartmut Heidemann, Johann Sabath, Werner Lotz, Manfred Müller, Michael Bella, Carl-Heinz Rühl, Werner Krämer, Rüdiger Mielke, Heinz van Haaren, Horst Gecks Cheftrainer: Hermann Eppenhoff               |
| FC Bayern München | Sepp Maier, Hans Nowak, Werner Olk , Hans Rigotti, Franz Beckenbauer, Peter Kupferschmidt, Rudolf Nafziger, Gerd Müller, Rainer Ohlhauser, Dieter Koulmann, Dieter Brenninger Cheftrainer: Zlatko Čajkovski ( Jugoslawien) |